# Konrad Johann Martin Langenbeck
Konrad Johann Martin Langenbeck (Horneburg, 5 dicembre 1776 – Gottinga, 24 gennaio 1851) è stato un chirurgo, oculista e anatomista tedesco.

## Biografia
Langenbeck studiò medicina presso l'Università di Jena. Nel 1802 ottenne il permesso di praticare medicina sotto la direzione di August Gottlieb Richter (1742-1812) presso l'Università di Gottinga. Nel 1804, diventò professore associato e fondò il proprio Istituto di chirurgia e oftalmologia tre anni dopo. Nel 1814 divenne professore a Gottinga e chirurgo generale dell'esercito di Hannover. Insegnò all'università per una durata di cinquant'anni tra i suoi studenti più notevoli vi sono Louis Stromeyer (1804-1876) e Bernhard von Langenbeck (1810-1887). Divenne conosciuto per essere uno dei migliori chirurghi dell'Ottocento, in particolare per la sua velocità e la precisione durante le amputazioni.
Dopo la sua morte, fu rimpiazzato da Friedrich Gustav Jakob Henle (1809-1885). Nel 1845 era stato eletto membro dell'Accademia reale svedese delle scienze, e Cavaliere del ordine reale guelfo.

## Opere
- (DE)  Anatomisches Handbuch, 1806.
- (LA)  Commentarius de Structura peritonaei , Testiculorum Tunicis, 1817.
- (DE)  Von den Leisten- und Schenkelbrüchen, 1821.
- (DE)  Nosologie und Therapie der chirurgischen Krankheiten (1822–50, 5 volumi).
- (LA)  Icones anatomicae (1826–1839, 8 volumi).
- (DE)  Handbuch der anatomie mit hinweisung auf die Icones anatomicae (1831–1842)[2].
- (DE)  Mikroskopisch-anatomische Abbildungen (1848–51, 4 libri).
- (DE)  Bibliothek für Chirurgie und Ophthalmologie (1806–13, 4 volumi).